# 韋安石
韋安石（651年—714年），京兆万年人，出自京兆韦氏郧公房。

## 生平
韋孝寬曾孙。祖父韦津。父韦琬。明經中舉，後以鸞台侍郎同鳳閣鸞台平章事，不苟言笑，唐中宗時擔任宰相，不依附太平公主，时人称真宰相。官至尚书右仆射。唐睿宗時，為太常卿姜皎所構陷，憂鬱而死。

## 家庭

### 兄弟姐妹
- 韦令则
- 韦叔夏，银青光禄大夫、国子祭酒、沛郡文公
- 韦季良
- 韦才绚，郇王府司马、金乡县男
- 韦季弼，太仆寺主簿

### 夫人
- 薛氏

### 子孙
- 韦陟，字殷卿，吏部尚書、郇國公
- 韦斌，中书舍人、临汝郡太守
  - 韦衮，駕部員外郎、司门郎中、眉州刺史；夫人范阳卢氏。
    - 韦同懿、韦同休、韦同憲、韦契义（女尼）

  - 韦逢
    - 韦同翊，字啟之

  - 韦曼
  - 韦渢，洛陽令
  - 韦襄、韦旉
  - 韦凜，朗州刺史
  - 韦況，諫議大夫
  - 韦氏，嫁朝散大夫、殿中侍御史、河东县县令、上柱国、徐国公萧恒
- 韦玢，司農卿
- 韦氏，嫁太常主簿李元澄

## 延伸阅读
[在维基数据编辑]
 《舊唐書·卷92》，出自刘昫《舊唐書》
 《新唐書/卷122》，出自《新唐書》